# خاویر میلی
خاویر خراردو میلِی: (اسپانیایی: Javier Gerardo Milei‎؛ تلفظ: xaˈβjeɾ xeˈɾaɾ. ðo miˈlej؛ ۲۲ اکتبر ۱۹۷۰) سیاستمدار و اقتصاددان آرژانتینی است که از دسامبر ۲۰۲۳ به‌عنوان  ۵۵امین رئیس‌جمهور آرژانتین فعالیت می‌کند. میلی در زمینه اقتصاد و سیاست تدریس دانشگاهی داشته، مقالاتی نوشته و همچنین برنامه‌های رادیویی مرتبط با این موضوعات را اجرا کرده است. دیدگاه‌های میلی، او را در عرصه سیاست آرژانتین متمایز می‌کند. میلی پیش از این که در سیاست برجسته شود، به خاطر کتاب‌های خود در زمینه علم اقتصاد و سیاست و همچنین فلسفه سیاسی خود به عنوان یک اقتصاددان شناخته می‌شد.
در نوامبر ۲۰۲۱، میلی به‌عنوان نماینده شهر بوئنوس آیرس از حزب «پیشروی آزادی» (La Libertad Avanza) به مجلس نمایندگان آرژانتین راه یافت. او به‌عنوان نائب رئیس مجلس، فعالیت‌های قانون‌گذاری را به رأی‌گیری محدود کرد و تمرکز خود را بر انتقاد از نخبگان سیاسی آرژانتین و تمایل آن‌ها به هزینه‌های بالای دولتی گذاشت. میلی قول داد که مالیات‌ها را افزایش ندهد و حقوق نمایندگی خود را از طریق قرعه‌کشی ماهانه به مردم اهدا کرد. او در دور دوم انتخابات ریاست‌جمهوری آرژانتین در سال ۲۰۲۳، وزیر اقتصاد وقت، سرخیو ماسا، را شکست داد. میلی در کارزارهای انتخاباتی خود، تسلط ایدئولوژیک پرونیسم را مسئول بحران پولی جاری آرژانتین که از سال ۲۰۱۸ آغاز شده بود، معرفی کرد.
میلی به خاطر شخصیت پرشور، سبک شخصی متمایز و حضور قوی در رسانه‌ها شناخته می‌شود. از نظر سیاسی، او به‌عنوان یک پوپولیست راست‌گرا و لیبرال راست‌گرا توصیف شده و از لسه فر و اصول مینارشیسم و آنارکو-کاپیتالیسم حمایت می‌کند. سخنان او اغلب با دونالد ترامپ و ژائیر بولسونارو مقایسه می‌شود. میلی اصلاحات گسترده‌ای در سیاست‌های مالی و ساختاری کشور پیشنهاد کرده است. او از آزادی انتخاب در زمینه مواد مخدر، حمل سلاح، تن‌فروشی و ازدواج همجنس‌گرایان حمایت می‌کند، اما با سقط جنین و اتانازی مخالف است. در سیاست خارجی، او خواهان روابط نزدیک‌تر با ایالات متحده، بریتانیا و اسرائیل است و از اوکراین در برابر تهاجم روسیه حمایت می‌کند. سیاست های لیبرال او باعث کاهش تورم و کسری بودجه آرژانتین شده است.

## آغاز زندگی
خاویر در سال ۱۹۷۰ در پالرمو، بوئنوس آیرس در خانواده‌ای از طبقه متوسط چشم به جهان گشود. مادرش آلیسیا خانه‌دار و پدرش نوربرتو راننده اتوبوس بود. خانواده وی اصالتی ایتالیایی دارند. او از آزار جسمی و روانی توسط پدر در کودکی شکایت داشته است. اما می‌گوید که این شرایط او را قوی‌تر کرد و اکنون از هیچ چیزی نمی‌ترسد.
میلی در جوانی به عنوان دروازه‌بان در تیم جوانان چاکاریتا جونیورز بازی می‌کرد. او همچنین خواننده گروه موسیقی اِوِرِست بود. او در یک دانشگاه خصوصی اقتصاد خواند و چند سال در شرکت کورپوراسیون آمریکا کار کرد. او با حضور در برنامه‌های تلویزیونی و رادیویی به عنوان کارشناس اقتصادی به شهرت رسید.

## زندگی حرفه‌ای
میلی به عنوان یک اقتصاددان، حامی سرسخت مکتب اتریش است. او از سیاست‌های مالی دولت‌های گوناگون آرژانتین انتقاد کرده و از کاهش هزینه‌کرد حکومت دفاع می‌کند. او به عنوان یک استاد دانشگاه درس‌هایی در اقتصاد کلان، رشد اقتصادی، اقتصاد خرد و ریاضیات برای اقتصاددانان تدریس کرده است. او مؤلف کتاب‌های پرشماری است و مجری برنامه‌های رادیویی از جمله Demoliendo mitos and Cátedra libre بوده است. او در سال ۲۰۲۱ وارد سیاست شد و به عنوان نماینده مجلس به نمایندگی از بوئنوس آیرس از حزب La Libertad Avanza انتخاب شد. او در دوره نمایندگی، فعالیت حقوقی خود را محدود به رای دادن کرد و در عوض بر نقد نخبگان سیاسی آرژانتین و گرایش آنان به هزینه‌کرد حکومت تمرکز کرد. میلی متعهد شد مالیات‌ها را بالا نبرد و حقوق نمایندگی مجلس را از طریق یک قرعه کشی ماهیانه اهدا کرد.

## ریاست‌جمهوری

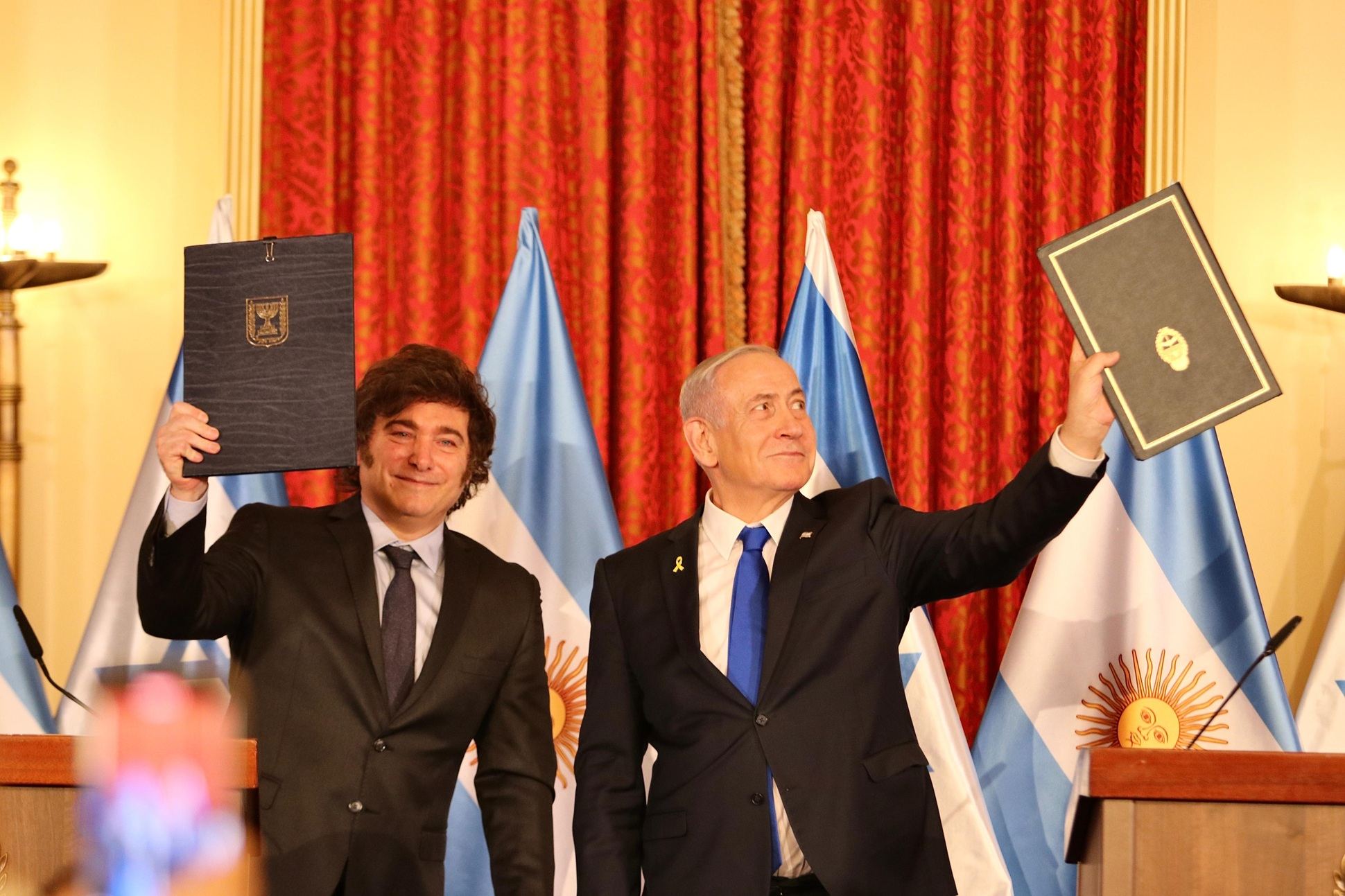
میلی و نتانیاهو نخست‌وزیر اسرائیل، ژوئن ۲۰۲۵‏

او نامزد ریاست‌جمهوری در انتخابات ۲۰۲۳ سراسری آرژانتین بود و به همراه نامزد معاونت خود ویکتوریا ویاروئل به دور دوم صعود کرد. در دور دوم او در برابر سرخیو ماسا قرار گرفت. در ۱۹ نوامبر ۲۰۲۳ او با کسب ۵۶٪ از آرا در برابر ۴۴٪ به عنوان رئیس‌جمهور انتخاب شد.
از نظر سیاسی، میلی به شیوه‌های گوناگون از جمله عوام‌گرا، لیبرتارین راست، فرامحافظه‌کار، راست تندرو، و بنیادگرای بازار، توصیف شده در حالی که او خود را یک لیبرال لیبرترین، همسو با اصول مینارشیست و آنارکو-کاپیتالیست می‌خواند. دیدگاه‌های میلی او را در سیاست آرژانتین متمایز می‌کند و باعث توجه عمومی و واکنش‌های سیاسی شده است. او پیشنهاد برچیدن بانک مرکزی آرژانتین و بازنگری جامع در سیاست‌های مالی و ساختاری کشور را داده، که به‌طور دفاکتو اقتصاد را دلاریزه می‌کند. میلی قویاً با سقط جنین حتی در موارد تجاوز مخالف است، و پیشنهاد برگزاری همه‌پرسی برای تجدید نظر در قانون سال ۲۰۲۰ که آن را قانونی کرد را داده است.
میلی می‌خواهد دلار آمریکا را جایگزین پزوی آرژانتین کند. او خود را یک سرمایه‌دار آنارشیست توصیف می‌کند که می‌خواهد دولت را کوچک‌تر و حتی همه وزارتخانه‌ها را حذف کند. او مخالف گسترش ارتباط با چین است.